# La noticia rebelde
La Noticia Rebelde fue un programa de televisión argentino, creado y emitido entre 1986 y 1989 por el canal estatal, entonces llamado ATC. El nombre parodiaba el título que se dio en Argentina a la celebre película The Sound of Music: La Novicia Rebelde (en España, Sonrisas y Lágrimas), de cuya banda sonora provenía la cortina musical del programa. Este se dedicaba a "pasar revista" de las noticias aparecidas en diarios y revistas para luego editorializar e ironizar sobre ellas.

## Historia
Con el antecedente de Semanario insólito, cuyos conductores fueron Raúl Becerra, Adolfo Castelo (1940-2004), Raúl Portal, Virginia Hanglin y Nicolás Repetto (en esa época trabajó únicamente como movilero), a principios de 1986 se produjo un programa llamado La noticia rebelde, conducido por Carlos Abrevaya (1949-1994), Raúl Becerra, Adolfo Castelo (1940-2004), Jorge Guinzburg (1949-2008) y Nicolás Repetto (en sus comienzos como movilero y luego ya como conductor). Fueron también los comienzos de nuevas jóvenes apariciones en Producción televisiva, tal como la de Guillermo Gauna (actor) pero no en ese ciclo y trabajaba en Radio El Mundo como cronista. Entre otros se encontraba la hija de Castelo, Daniela (1968-2011).
El presente programa, que marcaría un antes y un después en el periodismo humorístico argentino, permaneció en pantalla hasta mediados del año 1989. Sin embargo sus cinco integrantes originales sólo convivieron durante los primeros dos años. A comienzos del año 1988, se produjo una ruptura: Castelo, Repetto y Abrevaya, siguieron con La noticia rebelde (por ATC) y por el otro lado, Guinzburg y Becerra probaron suerte con Sin Red, el show de los enanos malditos (por Canal 13). Luego ya comenzado el año 1989, Nicolás Repetto se despidió de La noticia rebelde y se fue a trabajar a Paraguay, al igual que el productor Ricardo López, quien actualmente es Gerente de Producción del primer canal deportivo de Paraguay, Tigo Sports. A pesar de que en los últimos tiempos se fueron incorporando unos jóvenes Lalo Mir (1952-), Daniel Aráoz (1962-), Juana Molina (1962-), entre otros, el programa continuó hasta julio de 1989, cuando el nuevo gobierno de Carlos Menem lo retiró del aire al poco tiempo de asumir su presidencia de la Argentina.
Además participaron del programa, Gachi Ferrari, los dibujantes Peni y Palomares, Daniel Dátola, Noelle Balfour, Carlos Barulich, Teresita Ferrari, Fernando Salas y Ángeles Fernández Espadero, las voces eran del locutor argentino Luis Albornoz (nacido en la ciudad de Victoria), quien es a su vez la voz oficial del canal de cable Todo Noticias (TN) y del locutor y periodista argentino Marcelo Russo (quien a su vez fuera la voz oficial de los canales ATC (Argentina Televisora Color), El Trece y actualmente de Radio Digital (Argentina) entre otros), en sus últimos años de emisión (1988 y 1989).
Del plantel original, han fallecido tres, siendo el primero Carlos Abrevaya, el 8 de julio de 1994, víctima de un cáncer que lo mató en poco tiempo. Luego falleció Adolfo Castelo, el 23 de noviembre de 2004, también por cáncer, y más recientemente Jorge Guinzburg, el 12 de marzo de 2008, a raíz de complicaciones de una afección respiratoria que padecía desde joven.
La importancia del ciclo residía en su manera innovadora de hacer humor. La Argentina venía de un período de dictadura, con censura férrea y sin apertura política, y La noticia rebelde, estrenada apenas dos años después del regreso de la democracia, inauguraba un estilo irreverente, que rompía con los códigos humorísticos más conservadores y tradicionales que había hasta el momento. Se exploraban otros temas, se discutía todo aquello que estaba vedado hasta hacía poco tiempo y se expresaban opiniones que algunos años antes habrían sido impensadas.
Luego del levantamiento del programa, sus conductores se embarcaron en otros proyectos que, sin la trascendencia de La noticia rebelde, siguieron por la misma línea de humor. Pero a su vez, abrieron la puerta a que otras personas llevaran adelante sus propios programas dentro de los mismos códigos. El conductor Mario Pergolini, por ejemplo, señala a este ciclo como una fuente importante de inspiración para su programa Caiga quien caiga.